# Csigalépcső

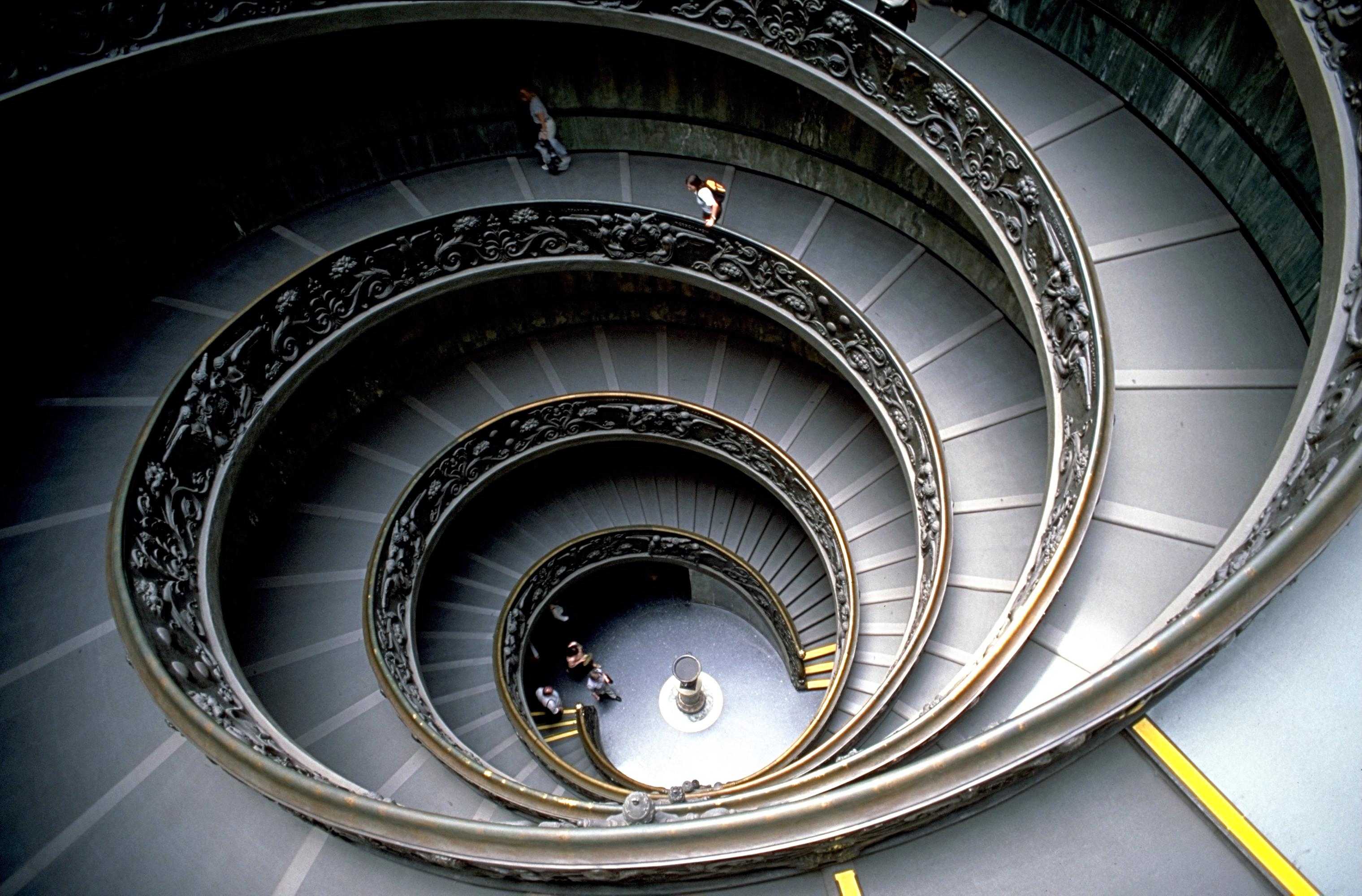
Csigalépcső a Vatikáni Múzeumban

A csigalépcső körben vagy ellipszisben csavarodó lépcső, amelynek alaprajza négyszögletes vagy többszögletes is lehet. A csigalépcsőnél az ék alakú lépcsőfokokat egy középpont vagy gócpont felé irányozzák, azok a külső oldalukon szélesebbek, a belső oldalukon pedig keskenyebbek. Aszerint, hogy a csigalépcső közepe („orsója”) üres (tehát a lépcsőfokok csak egy oldalukon vannak befalazva) vagy tömör (vagyis a lépcsőfokok mindkét végükön szilárd alapon feküsznek), megkülönböztetünk üres orsójú és tömör orsójú csigalépcsőket. A csigalépcsőket fából, kőből vagy fémből egyaránt készítik.
A középkori várakban a csigalépcső felfelé haladva jobbra kanyarodott, mert így a lentről érkező támadókat a középső oszlop akadályozta a kardforgatásban.
A csigalépcsőt gyakran különálló toronyban helyezik el, például minaretekben.